# Коллежи
Колле́жи (фр. collèges) — учебные заведения под таким названием существуют ныне во Франции и некоторых франкоговорящих странах. Французское слово «колле́ж» восходит к латинскому слову collegium, коллегиум. В англоязычных странах учебные заведения среднего и высшего образования именуются термином, производным от французского, — «ко́лледжи».

## Во Франции
Современная ситуация описывается в статье Коллеж.

### История
Французские коллежи — средне-учебные заведения, имевшие по закону 17 марта 1808 г. установленный курс — древние языки, начала истории и точных наук, и называвшиеся училищами второго ранга (écoles secondaires).
С 1815—1848 гг. лицеи были переименованы в королевские коллежи, но в 1850 г. прежнее различие было восстановлено и коллежами стали называться училища, открываемые муниципалитетами. В 1809 году было 273 коллежей, в 1815 г. — 323, в 1830 г. — 322, в 1849 г. — 306, в 1855 г. — 244. Последняя цифра объясняется тем, что не все муниципалитеты были в состоянии гарантировать суммы, нужные для содержания коллежей и многие из них были упразднены.
В 1887 г. число коллежей равнялось 246: оно не увеличилось вследствие предпринятых преобразований, а также ввиду того, что число населённых мест, где могли быть коллежи, было ограничено: их полагалось открывать, главным образом, в центрах округов (arrondissements). Часть коллежей (в 1882 г. — 41) находилась в ведении городских управлений, но большинство (в 1887 г. — 205) было отдано во власть начальствовавших в них лиц, что неоднократно вызывало обвинения последних в чисто коммерческом отношении к делу.
Курсы обучения
Курсы коллежей были неодинаковы: в 1887 г. лишь 149 были с полным курсом наук, 14 шли лишь до риторики, 36 имели лишь отделение грамматики, 14 вовсе не обучали латинскому языку.
Преподаватели и учащиеся
В 1887 г. из 4432 преподавателей 67 имели степени agrégés (допущенные), 348 имели дипломы точных наук, 549 с дипломами литературы, остальные бакалавры.
Учеников было 36 086, в том числе 13 932 интернов и 22 154 экстернов. Цифра последних часто менялась; в 1809 г. их было 18507, в 1815 г. — 19320, в 1830 г. — 27308, в 1849 г. — 31706, в 1851 г. — 28219, в 1876 г. — 38226, в 1881 г. — 41291 человек; последовавшее позднее уменьшение числа учащихся было вызвано преобразованием наиболее значительных из коллежей в лицеи.
Число стипендиатов было: национальных в 1876 г. — 317, в 1887 г. — 1594, департаментских — в 1876 г. — 386, в 1887 г. — 469.
Финансовая сторона
Плата в коллежах для интернов (на полном довольствии) была в среднем 653 франка. Экстерны (без довольствия) платили за классическое обучение от 104 франков до 42 франков 50 сантимов, за обучение точным наукам от 35 франков до 49 франков. Интернам приходится еще приплачивать за одежду и частные уроки около 135 франков.
Учителя раньше назывались régents, теперь professeurs. Их жалованье колебалось от 2500—3400 до 1600—2400 франков.
Субсидия государства коллежам в 1890 г. равнялась 3 045 750 франкам, в 1887 г. — 2 588 071 франку. Поддержка со стороны общин в 1876 г. 3 492 801 франк, в 1887 г. — 3 644 391 франк; департаменты в 1876 г. ничего не давали, в 1887 г. — 75 372 франка.

### Протестантские коллежи
Протестантские коллежи или коллегии основывались французскими гугенотами с конца XVI в., особенно в Нормандии, Иль-де-Франсе, Пикардии, Шампани и части Орлеана, потом и в восточных и южных провинциях. Курс их равнялся классическим коллежам; они давали среднее образование, познания в классических языках, и в программах следовали женевскому коллежу Кальвина, подражавшего страсбургской гимназии, основанной Штурмом в 1538 г.
Классов было от 5 до 8, от азбуки до риторики и диалектики. Во главе коллежа стоял «принципал», обучали «регенты» и «педагоги». Ученики делились на десятки или декурии, изменявшиеся ежемесячно; во главе декурии стоял dizenier — лучший из неё. Уроки начинались в 6 часов летом и в 7 часов зимой, по средам классов не было, а происходили диспуты, проповеди и декламации, в субботу шло повторение. Но мало-помалу эти коллежи были упразднены происками иезуитов.

## В англоязычных странах
В Соединённых Штатах и Ирландии «колледжами» именуют университеты; тогда как в Великобритании, Новой Зеландии, Австралии и Канаде термин «ко́лледж» используется для различных учебных заведений, — от средних до университетов.